# Линевил
Линевил (фр. Lunéville) град је у Француској, у департману Мерт и Мозел.
По подацима из 1999. године број становника у месту је био 20.200.

## Демографија
| 1962.  | 1968.  | 1975.  | 1982.  | 1990.  | 1999.  | 2011.  |
| ------ | ------ | ------ | ------ | ------ | ------ | ------ |
| 21.618 | 23.177 | 22.709 | 21.468 | 20.711 | 20.200 | 19.909 |

## Партнерски градови
- Швецинген
- Hämeenkyrö